# 愛のカケラ (Every Little Thingの曲)
『愛のカケラ』（あいのかけら）は、日本の音楽グループEvery Little Thingが2000年10月18日に発売した16枚目のシングル。

## 解説
前作『Rescue me/Smile Again』から4か月でのリリースであり、前作はリカットシングルであったため、純粋な新曲としては本作が2人体制で最初のシングルとなる。脱退した五十嵐充に代わり、本作から4thアルバム『4 FORCE』までのアレンジには桑島幻矢が関わっている（一部例外もあり）。
本作の歌詞は、五十嵐が脱退した当時の持田の心境が反映されたものとなっており、持田は当時のことを振り返って「何が正解で、何をもって終わりとなるのか、本当に分からないなと思いました。本当に頑張っていきたい一心で書いた曲だと思う。」と語っている。
オリコンチャート最高位2位、累計売上20.6万枚。
この曲で年末の『NHK紅白歌合戦』に出場（対戦相手は2回目となる西城秀樹で「ブルースカイ ブルー」）。
若槻千夏が後年、同じ多胡邦夫の作曲による同名曲を発表しているが、曲自体は全く別のものである（同名異曲を同じ作曲者が作曲した例）。

## 収録曲
1. 愛のカケラ
作詞：持田香織 / 作曲：多胡邦夫 / 編曲：伊藤一朗、桑島幻矢
  - 資生堂「マシェリ」CMソング[2]
2. 愛のカケラ 〜Steppin' Hard Enough Mix〜
リミックス：SPASM
3. 愛のカケラ 〜Cat Walk Mix〜
リミックス：春川仁志
4. 愛のカケラ 〜Instrumental〜

## 収録アルバム
愛のカケラ
- 『4 FORCE』
- 『Every Ballad Songs』
- 『Every Best Single 2』
- 『ACOUSTIC:LATTE』※アレンジ、新録音して収録
- 『Every Best Single 〜COMPLETE〜』
- 『Every Best Single 2 〜MORE COMPLETE〜』
- 『Every Best Single 2 〜Early period〜』

## 愛のカケラ（映像作品）
『愛のカケラ』は、日本の音楽グループEvery Little Thingが2001年1月31日に発売したDVDシングル及びVHSシングル。
シングルビデオとしては前作『Rescue me』以来である。

### 収録曲（映像作品）
1. 愛のカケラ (Video Clip)
2. 愛のカケラ (TV-CM)
3. 愛のカケラ (making)
DVDのみ収録。